# دهستان میشه‌پاره
دهستان میشه‌پاره یکی از دهستان‌های استان آذربایجان شرقی است که در بخش مرکزی شهرستان کلیبر واقع شده‌است.
این دهستان در قسمت باختری بخش واقع و هوای آن نسبتاً معتدل و آب دیه‌های آن از چشمه‌ها و رودخانهٔ قره‌سو و اوزی است. مرکز آن، ده مرزرود است و از ۲۸ آبادی بزرگ و کوچک تشکیل شده و جمعیت آن در حدود ۵٫۶۹۲ تن و آبادی‌های مهم آن عبارتند از: اسکلو، مرزرود، مازگر و هجراندوست. (از فرهنگ جغرافیائی ایران ج ۴). از بلوکات ولایت قراجه داغ آذربایجان دارای ۳۴ قریه و ۲۸ فرسخ مساحت آن است. مرکز آن، قصبهٔ ویلنق، حد شمالی ارس کنار، شرقی کسیدان، جنوبی کلیبر و حسن‌آباد است. (از جغرافیای سیاسی کیهان ص ۱۶۵). از بلوکات ارسباران است. (از جغرافیای غرب ایران ص ۶۸).